# Status
Status (termine derivante dalla lingua latina e significante "condizione", "posizione", "situazione", derivato dal verbo stare, "star fermo") indica la posizione di un soggetto in relazione a un determinato contesto sociale (gerarchia, ruolo, o stato sociale).

## Storia
Il termine deriva dal diritto romano, dove condizione necessaria per disporre della capacità giuridica era il possesso di tre status:
- lo status libertatis, che distingueva l'uomo libero dallo schiavo;
- lo status civitatis, che distingueva il cittadino romano (civis romanus) dai non cittadini;
- lo status familiae, che distingueva il pater familias dagli altri membri della famiglia.

Secondo la teoria di Henry Sumner Maine il diritto delle società tradizionali sarebbe fondato sullo status, laddove il diritto delle società moderne sarebbe invece essenzialmente fondato sul contratto (o, più in generale, sugli atti di autonomia privata). Nelle società tradizionali le persone sono infatti considerate non come individui, ma come membri di un particolare gruppo, quale un ceto, una casta, un clan o una famiglia; è l'appartenenza al gruppo a determinare i loro diritti e doveri, che sono quindi tendenzialmente statici. Nelle società moderne le persone sono invece prese in considerazione come individui e i contratti, da esse liberamente conclusi, hanno gradualmente sostituito lo status quale fonte di diritti e doveri.
In realtà lo status non è mai scomparso nel corso dell'evoluzione dei sistemi giuridici; anche nel diritto privato, terreno di elezione del contratto e dell'autonomia privata, il concetto di status gioca tuttora un ruolo non trascurabile e viene associato ai rapporti familiari (si pensi allo status di figlio, di genitore o di coniuge) o all'attività economica esercitata (si pensi, con riferimento all'ordinamento italiano, allo status di imprenditore o di libero professionista). Non solo: secondo molti autori a partire dal XX secolo si è registrata una tendenza inversa, di ritorno allo status, in conseguenza delle crescenti limitazioni della libertà contrattuale, di diritto (si pensi alle norme a tutela delle "parti deboli", quali i consumatori) o di fatto (si pensi al diffondersi della contrattazione collettiva che vincola i contratti individuali tra datori di lavoro e lavoratori). Da sempre lo status ha poi un ruolo molto importante nel diritto pubblico: si pensi alle conseguenze che derivano dallo status di cittadino, membro del parlamento, militare, detenuto e così via.

## Utilizzo del termine

### Diritto
Esso può riferirsi all'intera collettività o un gruppo minore, dalla quale derivano determinate situazioni giuridiche soggettive, o anche alla posizione di un singolo soggetto in relazione alle caratteristiche che la legge gli ascriva in virtù di una data norma; in tali casi si usa anche la locuzione "stato giuridico". Che non è di per sé una situazione giuridica soggettiva, ma una qualità giuridica da cui può derivare l'attribuzione di situazioni giuridiche soggettive. Viene usato quindi per riferirsi alla posizione di un soggetto di diritto rispetto ad un determinato gruppo sociale nell'ambito di un ordinamento giuridico.
Ad esempio, dallo status di cittadino, il diritto di voto e l'obbligo di prestare servizio militare), tra le quali il diritto del soggetto che possiede lo status al godimento e al riconoscimento dello stesso (cosiddetto "diritto qualificativo"). Lo status può essere di diritto pubblico (ad esempio, quello di cittadino) o di diritto privato (ad esempio, quello di figlio o di coniuge).

### Sociologia
Il termine viene usato nelle scienze sociali per identificare la posizione di un individuo nei confronti di altri soggetti nell'ambito di una comunità organizzata.